# Jaguar R4
O Jaguar R4 é o modelo da Jaguar Racing da temporada de 2003 da F1. Condutores: Mark Webber, Antonio Pizzonia e Justin Wilson.
Este foi o penúltimo modelo da equipe liderada pela Ford, e considerado o melhor de modo geral, pela equipe.

## Resultados[1]
(legenda)
| Ano  | Chassi | Motor             | Pneus | N° | Pilotos          | 1   | 2   | 3   | 4   | 5   | 6   | 7   | 8   | 9   | 10  | 11  | 12  | 13  | 14  | 15  | 16  | Pontos | Posição |  |
| ---- | ------ | ----------------- | ----- | -- | ---------------- | --- | --- | --- | --- | --- | --- | --- | --- | --- | --- | --- | --- | --- | --- | --- | --- | ------ | ------- |  |
|      |        |                   |       |    |                  |     |     |     |     |     |     |     |     |     |     |     |     |     |     |     |     |        |         |  |
|      |        |                   |       |    |                  | AUS | MAL | BRA | SMR | ESP | AUT | MON | CAN | EUR | FRA | GBR | GER | HUN | ITA | USA | JAP |        |         |  |
| 2003 | R4     | Cosworth CR-5 V10 | M     | 14 | Mark Webber      | Ret | Ret | 9†  | Ret | 7   | 7   | Ret | 7   | 6   | 6   | 14  | 11† | 6   | 7   | Ret | 11  | 18     | 7º      |  |
| 2003 | R4     | Cosworth CR-5 V10 | M     | 15 | Antonio Pizzonia | 13† | Ret | Ret | 14  | Ret | 9   | Ret | 10† | 10  | 10  | Ret |     |     |     |     |     | 18     | 7º      |  |
| 2003 | R4     | Cosworth CR-5 V10 | M     | 15 | Justin Wilson    |     |     |     |     |     |     |     |     |     |     |     | Ret | Ret | Ret | 8   | 13  | 18     | 7º      |  |

† Completou mais de 90% da distância da corrida.